# NES-Controller

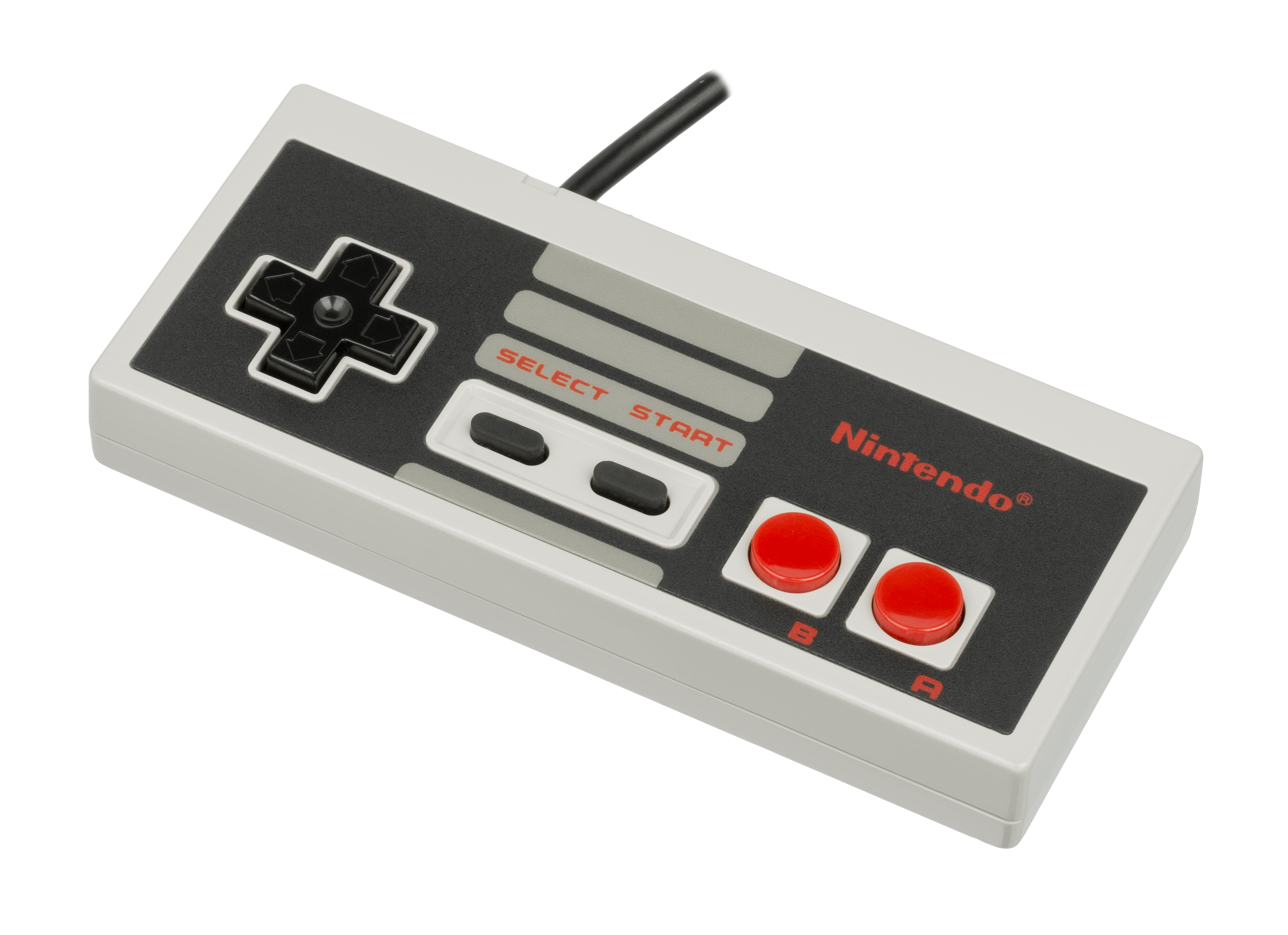
Ein NES-Controller

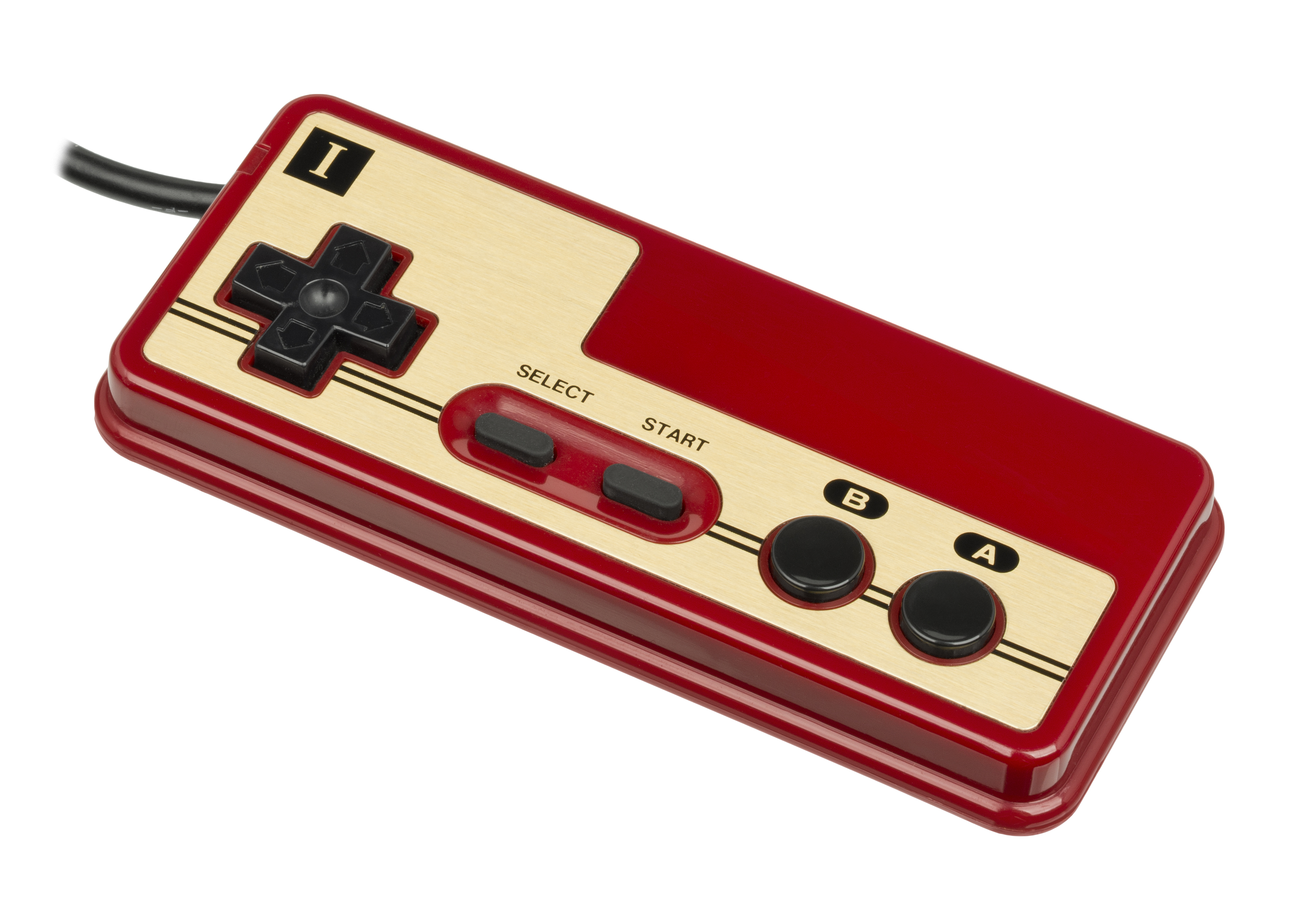
Ein Famicom-Controller

Der Nintendo-Entertainment-System-Controller (kurz meist NES-Controller genannt, in Japan als Family-Computer-Controller, kurz Famicom-Controller bekannt, Modellnummer: NES-004) ist das primäre Gamepad des Nintendo Entertainment System (NES) bzw. Family Computer (Famicom).

## Entwicklung
Der NES-Controller wurde von dem japanischen Unternehmen Nintendo zeitgleich in einem Bundle mit dem NES bzw. Famicom am 15. Juli 1983 in Japan, am 18. Oktober 1985 in Nordamerika und am 1. September 1986 in Europa angeboten. Später wurden sie auch in Doppelpacks ohne die Konsole verkauft. Der Famicom-Controller verfügt im Vergleich zum NES-Controller neben weiteren kleineren Abweichungen über ein anderes Design mit abgerundeten Ecken, das an ein Spielzeug erinnert, und kann auch an die Konsole angesteckt werden. Es war der erste Gamecontroller, der über ein Steuerkreuz verfügte. Er wurde von Lance Barr designt. Regulär können an ein NES maximal zwei, mit einem Zubehör namens NES Four Score bis zu vier Controller an ein NES angeschlossen werden. Mit Veröffentlichung des Game Television, einem Fernsehgerät mit einem eingebauten NES, wurden überarbeitete Varianten des Controllers veröffentlicht. Für Mitglieder des kostenpflichtigen Nintendo-Switch-Online-Services können mit der Nintendo Switch kompatible NES-Controller auf der Website von Nintendo bestellt werden. Diese verfügen jedoch wie der originale NES-Controller lediglich über zwei Aktionsknöpfe und können daher nicht für jede Software der Nintendo Switch verwendet werden. 1993 wurde die Produktion der ersten Ausführung des NES-Controllers eingestellt. Die Kabellänge beträgt etwa 2,1 Meter. Nachfolger des NES-Controllers ist der Super-Nintendo-Entertainment-Controller (SNES-Controller) des Super Nintendo Entertainment System (SNES).

## Redesign

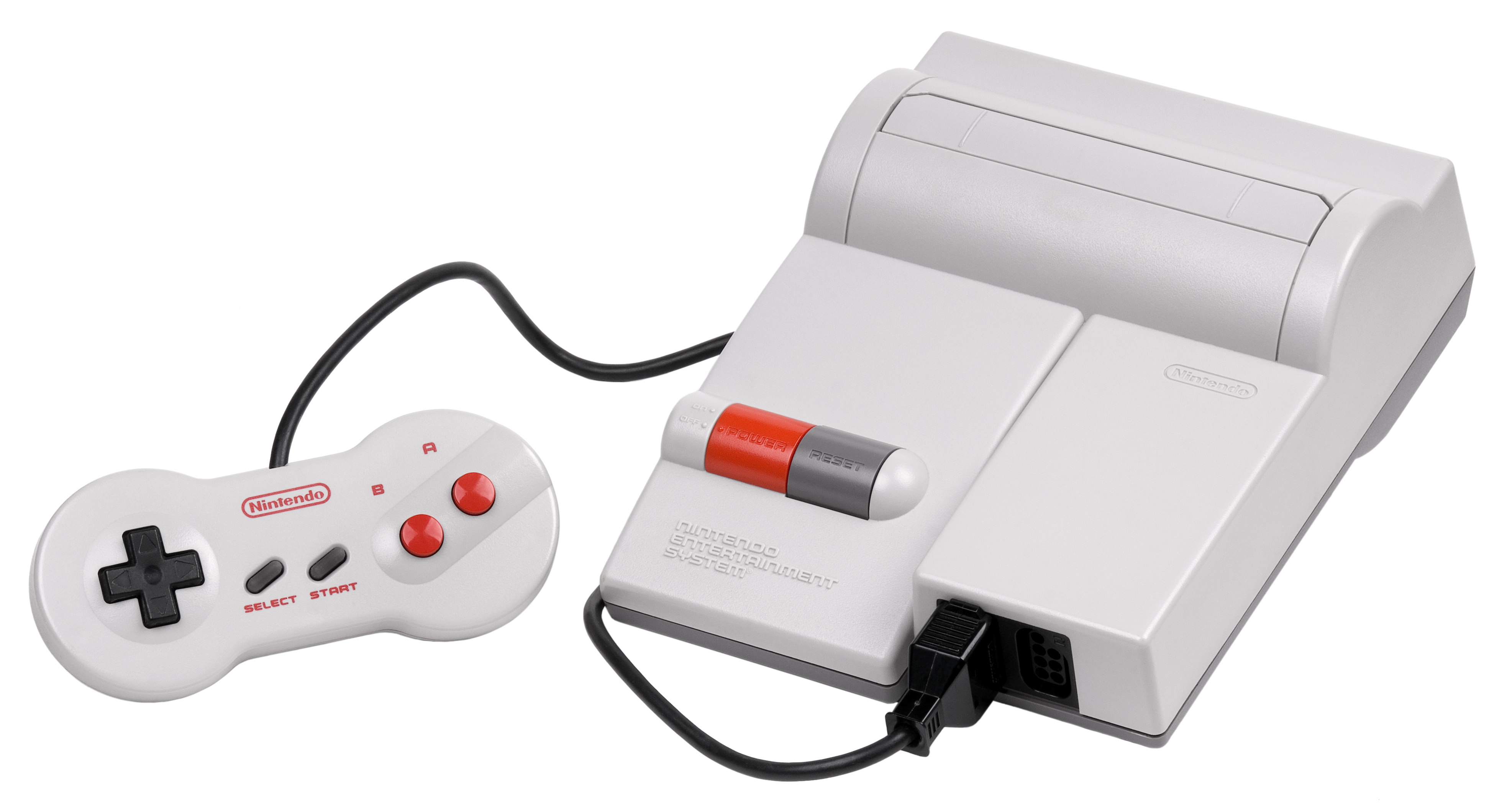
Redesignte Ausführung des NES mit dazugehörigem Controller

Mit Veröffentlichung der redesignten Ausführung des NES im Jahr 1993 wurde ein NES-Controller im SNES-Formfaktor mitgeliefert. 1993 wurde die Produktion der neuen Ausführung des NES-Controllers eingestellt. Aufgrund seiner Form ist der Controller auch als Dog-Bone- (zu deutsch Hundeknochen-)Controller bekannt.

## Steuerelemente
- Steuerkreuz
- Start-, Select-, A- und B-Taste